# Дикопольцев, Евгений Александрович
Евге́ний Алекса́ндрович Дикопо́льцев (2 декабря 1921 года — 17 октября 1943 года) — участник Великой Отечественной войны, командир отделения роты связи 235-го гвардейского стрелкового полка 81-й гвардейской стрелковой дивизии 7-й гвардейской армии Степного фронта, Герой Советского Союза, гвардии сержант.

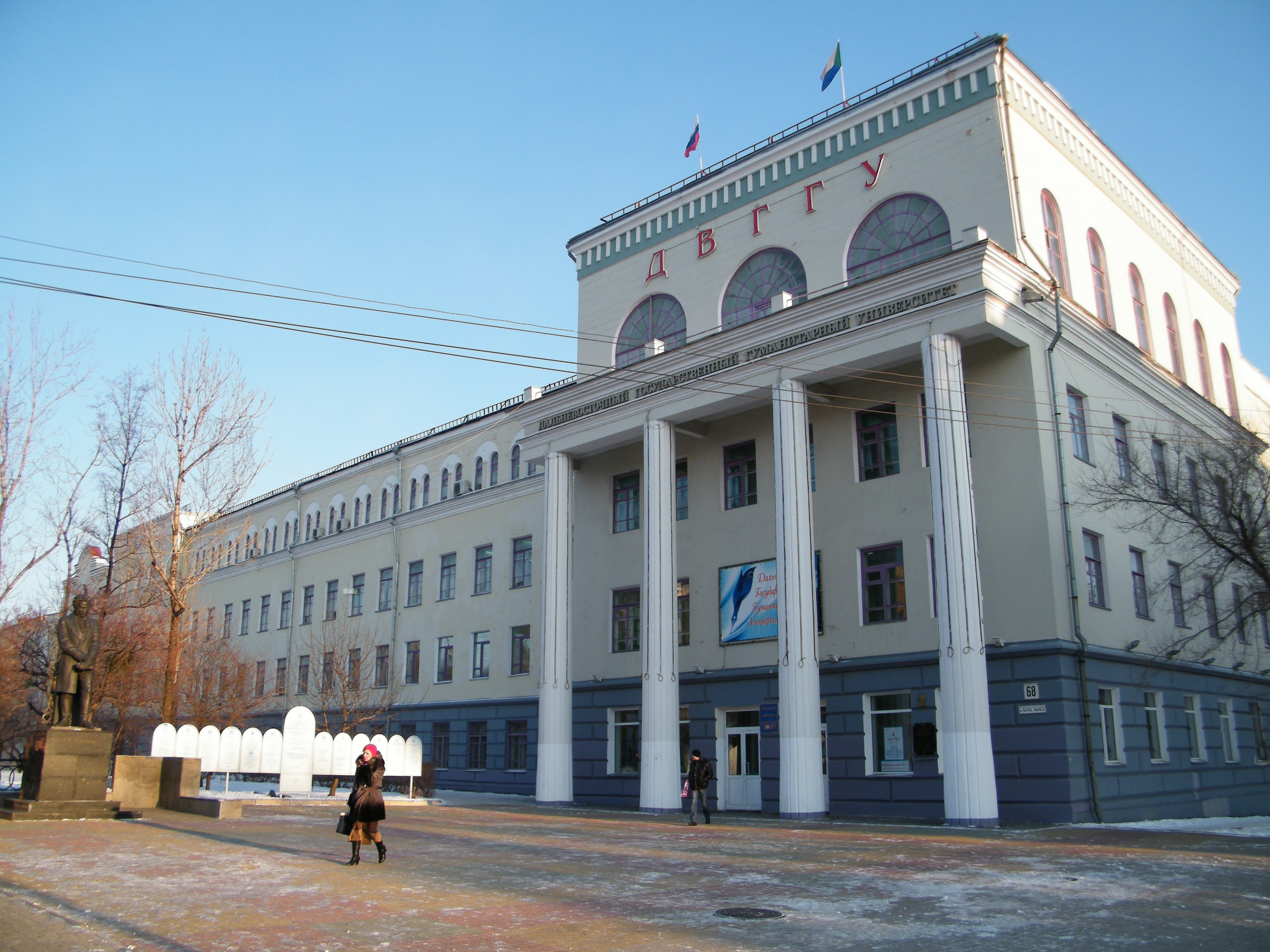
Здание Дальневосточного государственного гуманитарного университета, Хабаровск.
Расположено на перекрёстке улиц Дикопольцева (справа на фотографии) и Карла Маркса.

## Биография
Родился 2 декабря 1921 года в городе Ардатов Ардатовского уезда Симбирской губернии (ныне центр Ардатовского района Республики Мордовия). В детском возрасте вместе с семьёй переехал на Дальний Восток, в село Троицкое Нанайского района Дальневосточного (с 1938 года — Хабаровского) края. Русский. Член ВЛКСМ. Окончил школу № 1 в городе Комсомольске-на-Амуре, учился в Хабаровском педагогическом институте.
В Красной Армии с апреля 1942 года. В запасном полку на Дальнем Востоке Дикопольцев в совершенстве освоил специальность связиста, получил звание сержанта, его назначили командиром отделения роты связи. Летом 1942 года воины-дальневосточники уехали на фронт.
Боевое крещение сержант Дикопольцев принял под Сталинградом. Там заслужил медаль «За отвагу» и стал гвардейцем. Летом связист Дикопольцев воевал под Белгородом и Харьковом. Там получил ранение в голову и лечился в госпитале. Вскоре гвардии сержант догнал свой полк.
В боях за форсирование Днепра в ночь с 25 на 26 сентября 1943 года гвардии сержант Дикопольцев, выполняя приказ командования, проявил мужество: только за 6 часов своего дежурства под непрерывной бомбёжкой исправил 12 обрывов линии связи.
30 сентября 1943 года в бою у села Бородаевка Верхнеднепровского района Днепропетровской области от разрывов вражеских снарядов была порвана линия связи в шести местах. Противник беспрерывно атаковал 1-й стрелковый батальон 235-го гвардейского стрелкового полка. Создалась угроза потери управления. Тогда гвардии сержант Дикопольцев, несмотря на сильный артиллерийский огонь противника, ползком добрался до повреждения и исправил линию, тем самым обеспечив связь командира полка с батальоном. За успешное форсирование Днепра и мужество, проявленное в боях при удержании плацдарма, гвардии сержант Дикопольцев был представлен к званию Героя Советского Союза. Атаки противника на плацдарм между тем продолжались.
В ожесточённом бою 16 и 17 октября 1943 года Дикопольцев двое суток не отходил от линии связи, рвущейся от беспрерывного обстрела немецкой артиллерией.
17 октября 1943 года, стягивая разорванный кабель, от разрыва вражеского снаряда Дикопольцев Е. А. был тяжело ранен. Теряя сознание, связист зажал концы кабеля зубами, чем обеспечил связь даже после своей смерти…
Указом Президиума Верховного Совета СССР от 26 октября 1943 года за образцовое выполнение боевых заданий командования на фронте борьбы с немецко-фашистскими захватчиками и проявленные при этом отвагу и героизм гвардии сержанту Евгению Александровичу Дикопольцеву было присвоено звание Героя Советского Союза (по факту — посмертно).
Евгений Дикопольцев похоронен в братской могиле в селе Радянском Кобелякского района Полтавской области.

## Награды
- Медаль «Золотая Звезда» Героя Советского Союза;
- орден Ленина;
- медали.

## Память
- Имя Героя Советского Союза Евгения Дикопольцева носят улицы в городах Хабаровского края: Хабаровск, Комсомольск-на-Амуре, Вяземский.
- На зданиях школы и педагогического института[6], где учился Дикопольцев, установлены мемориальные доски, в МОУ гимназии №1 Комсомольска-на-Амуре, названной в честь Евгения Дикопольцева, создан музей его боевой славы
- Приказом Министра обороны СССР Е. А. Дикопольцев навечно зачислен в списки личного состава воинской части 52752.
- В апреле 2025 года на фасаде дома № 43 по ул. Дзержинского в г. Хабаровске был выполнен мурал, посвященный Е.А. Дикопольцеву.